# Magaró
Magaró, o Magarons, és una partida rural del terme municipal d'Abella de la Conca, a la comarca del Pallars Jussà.
Està situat a ponent de la vila d'Abella de la Conca, al nord de lo Trull del Carreu i de la masia de Can Carreu, sota i a migdia de les Roques de Magaró. És també al nord-oest de la Planta Gran.
Comprèn les parcel·les 269 a 289 i 291 a 308 del polígon 1 d'Abella de la Conca, i consta de 17,5716 hectàrees principalment amb conreus de secà, ametllerars i oliverars, a més de pastures, bosquina i zones de matoll.

## Restes arqueològiques
Hi havia hagut l'antiga ciutat de Pil·la, inclosa a l'Inventari del Patrimoni Arqueològic i Paleontològic de Catalunya, de la qual no resten estructures constructives recognoscibles, però, en canvi, sí que els pagesos de la zona han trobat al llarg del temps nombrosos elements d'obra d'època antiga: fragments de parets amb morter i altres formes utilitzades en les construccions antigues, que poden anar de la tardoromana a la medieval. La memòria popular dels habitants d'Abella de la Conca servava el record de l'existència d'un poblat en aquest lloc, cosa que sembla corroborar el mateix topònim.
. Per les referències es pot suposar que es tracta d' "opus signium" o "opus cementicium".

## Etimologia
Possiblement hauria de ser Magueró, com preveu Joan Coromines en el seu diccionari: es tracta d'un dels pocs arabismes presents a la toponímia pirinenca. Del participi del verb devastar (maharrab), té el significat de zona, vila o lloc devastat. Com es pot deduir, pot ser una referència al poblat destruït que hi hagué en aquest lloc.